# Abarim
 (mars 2015).
Si vous disposez d'ouvrages ou d'articles de référence ou si vous connaissez des sites web de qualité traitant du thème abordé ici, merci de compléter l'article en donnant les références utiles à sa vérifiabilité et en les liant à la section « Notes et références ».
Abarim (en hébreu :  הָרֵי הָעֲבָרִים) est une chaîne de montagnes au-delà du Jourdain et se situe historiquement entre le plateau de Moab et la mer Morte. Elle s'étend jusqu'à l'est et le sud-est de la mer Morte voire jusqu'au désert d'Arabie, et comprend le mont Nébo au nord où Moïse contempla la terre promise, avant de mourir.